# Bohajsko morje
Bohajsko morje (kitajsko 渤海, pinjin Bo Hai, dobesedno morje Bo) je najnotranji zaliv Rumenega morja v severovzhodni Kitajski. Njegova površina znaša ok. 78.000 km2, zaradi bližine Pekinga pa je eno najpromernejših morij an svetu.

## Poimenovanje
Do zgodnjega 20. stoletja se je zaliv pogosto omenjal kot Čihlijski zaliv (直隸海灣, pin. Zhílì Hǎiwān) oz. Pečihlijski ali Pečilijski zaliv (北直隸海灣, pin. Běizhílì Hǎiwān), po zgodovinskih enotah Džili in Bejdžili.

## Geografija
Bohajsko morje proti Rumenemu morje zapira veriga Čangšanskih otokov med  Ljaodunškim in Šandunškim polotokom. Med njunima skrajnima rtoma je Bohajski preliv (渤海海峡). Morje se deli v tri večje zalive: Ljaodunški zaliv na severu, Bohajski zaliv na zahodu, Lajdžovski zaliv na jugu. Med drugimi se vanje stekajo Rumena reka, Haj, Ljao in Luan. Na tem območju je nekaj nahajališč nafte, npr. Šenglijsko polje. Večji otoki in otočja v morju so Čangšanski otoki (长山列岛), Čangšinški otoki (长兴岛) in otok Šidžung (西中岛). Obalo morja si od severa proti jugu delijo province: Ljaoning, Hebej, Tjandžin, spet Hebej in Shandong.

## Pomembne luke
Na obali morja je 5 luk s pretovorom prek 100 milijonov ton:
- Luka Jingkov (营口港)
- Luka Ćinhuangdao (秦皇岛港)
- Luka Tangšan Džingtang (京唐港)
- Luka Tangšan Caofejdjan (曹妃甸港)
- Luka Tjandžin (天津港)
- Luka Huanghua (黄骅港)

Caofejdjan in Džintang se v statističnih prikazih navadno obravnavata kot celota. Tudi luki v Daljanu in Jantaju se običajno prištevata v bohajski pas, čeprav strogo vzeto ležita zunaj njega. Luka Longkov je 2013 dosegla 70 milijonov ton pretovora, mejnik 100 milijonov ton pa naj bi dosegla v bližnji prihodnosti.

## Večja obalna mesta
- Tjandžin
- Daljan, Ljaoning
- Ćinhuangdao, Hebej
- Jantaj, Šandung
- Longkov, Šandung
- Penglaj, Šandung
- Vejhaj, Šandung
- Vejfang, Šandung
- Lajdžov, Šandung